# Alexander Cassatt

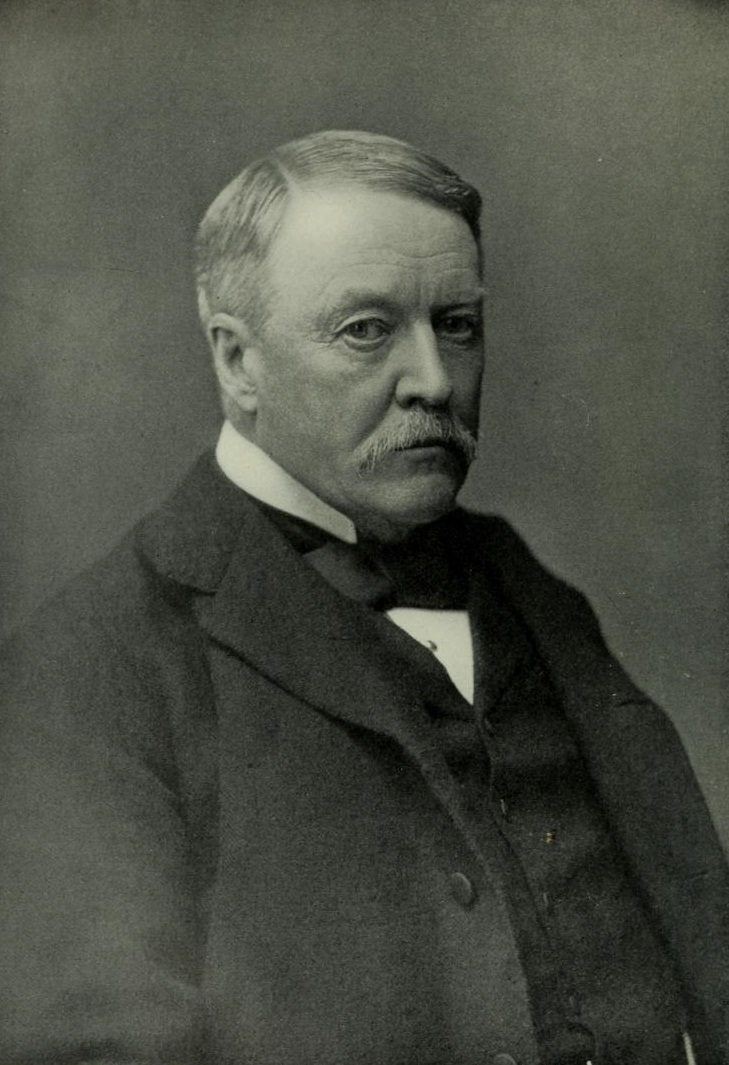
A.J. Cassatt

Alexander Johnston Cassatt (Pittsburgh, 8 december 1839 – Philadelphia, 28 december 1906) was een Amerikaanse zakenman. Hij was de voorzitter van de Pennsylvania Railroad (PRR) en tevens de oudere broer van kunstschilder Mary Cassatt.

## Levensloop
Hij was de oudste zoon van Robert Cassatt en Katherine Johnston. Hij groeide op in een welgesteld gezin in Pittsburgh.

### Spoorwegmagnaat
In 1861 trad hij in dienst van de Pennsylvania Railroad (PRR) als ingenieur. Hij maakte er snel carrière en hij werd in 1877 vicevoorzitter en in 1880 eerste vicevoorzitter. Maar in 1882 verliet hij teleurgesteld de firma omdat hij niet werd verkozen tot voorzitter. Hij richtte zelf een spoorwegmaatschappij op, de New York, Philadelphia, and Norfolk Railroad (NYP&N). De banden met de PRR waren echter niet definitief verbroken want hij opgenomen in de raad van bestuur. En in 1899 werd hij gekozen tot voorzitter van de PRR. Hij bleef op die post tot zijn dood in 1906. Tijdens die periode verdubbelde het vermogen van de PRR, van 276 miljoen tot 594 miljoen dollar. Hij investeerde sterk in de spoorinfrastructuur en liet op verschillende trajecten een dubbelspoor aanleggen. Door zijn carrièrebij de PRR, een van de grootste beursgenoteerde vennootschappen in de Verenigde Staten, werd hij een erg rijk en bekend man.

### Privéleven
A.J. Cassatt zoals hij gewoonlijk genoemd werd, of Aleck binnen de familie, huwde met Lois Buchanan (1847-1920). Zij was langs vaderskant een nicht van de Amerikaanse president James Buchanan en langs moederskant een nicht van componist Stephen Foster. Het echtpaar kreeg vier kinderen.
Cassatt hield zich bezig met het fokken van paarden en was ook een kunst- en literatuurliefhebber. Op aandringen van zijn zus Mary kocht hij impressionistische schilderijen van onder anderen Monet en Degas. Hij was de lievelingsbroer van Mary Cassatt en hij bezocht zijn zus regelmatig in Parijs. Tijdens die bezoeken poseerde hij tussen 1880 en 1888 voor vier uitgewerkte schilderijen of pastels. Ook zijn vrouw en zijn kinderen poseerden voor Mary Cassatt. Zoon Robert Cassatt (1873-1944) beheerde tot zijn dood de vele familieportretten die Mary Cassatt had geschilderd.

## Portretten door Mary Cassatt

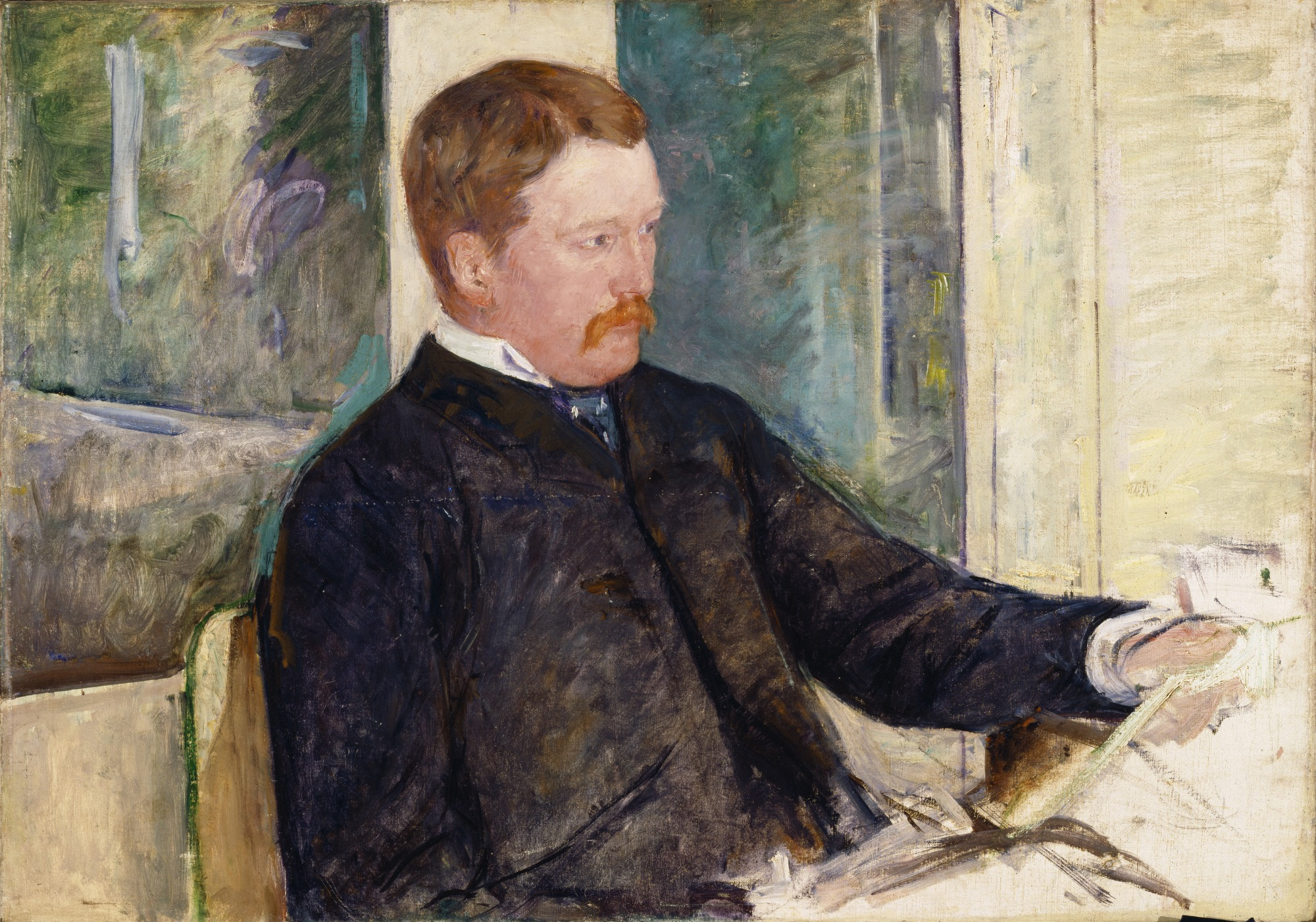
Alexander J. Cassatt (1880, Detroit Institute of Arts)
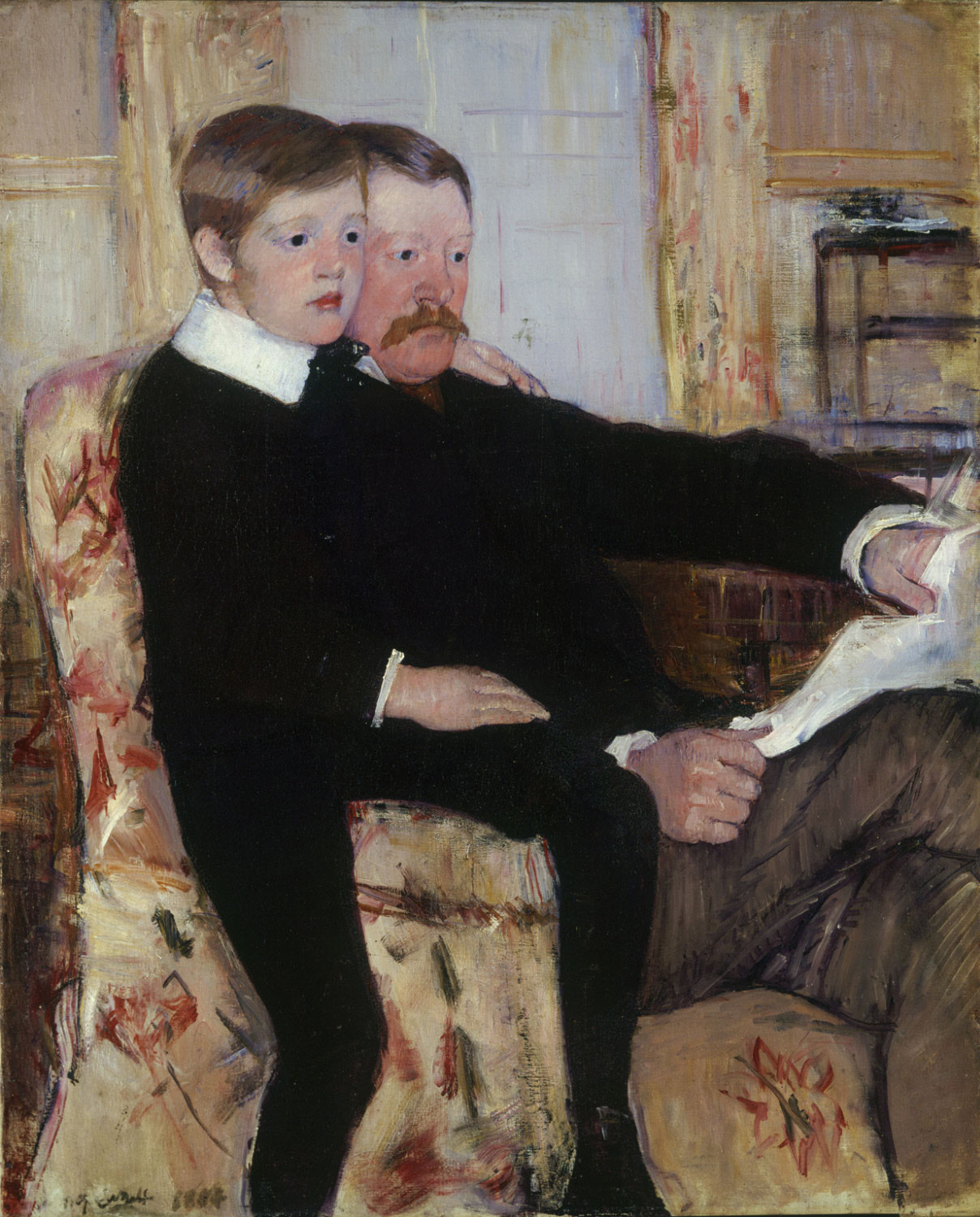
Portrait of Alexander J. Cassatt and His Son, Robert Kelso Cassatt (1884, Philadelphia Museum of Art)
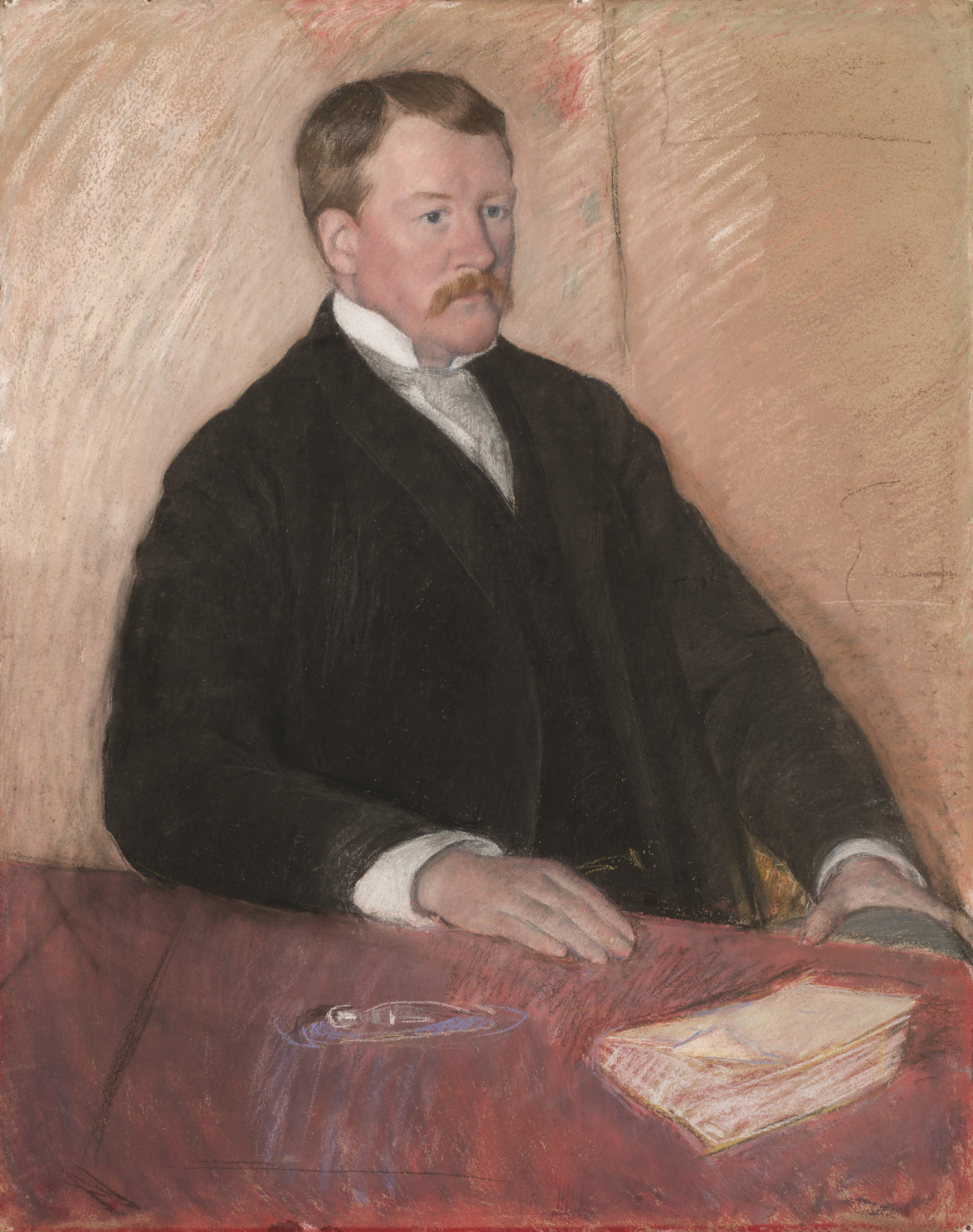
Portrait of Alexander J. Cassatt (1888, Seattle Art Museum)